# 芙烈達 (搜救犬)
芙烈達（英語：Frida，2009年－2022年11月15日）是在墨西哥海軍服役的一隻搜救犬，雌性，拉布拉多犬。牠曾參與過多次災難的搜救行動，營救了多名受困者，其成就超越了當時墨西哥其餘的搜救犬。

## 生平
芙烈達從2歲起就接受搜救犬的訓練。牠參與了2010年海地地震、2013年墨西哥石油公司總部大樓爆炸、2016年厄瓜多地震等中北美洲災難的救災行動。2017年9月，7歲高齡的牠參與普埃布拉州地震的救災行動，因此出名，獲得墨西哥總統恩里克·潘尼亞·尼托的讚賞，並受到許多墨西哥民眾的歡迎。
2019年6月，10歲高齡的牠正式退役。
2022年11月15日，逝世。

## 影響及紀念
2018年7月，一座芙烈達的青銅雕像在普埃布拉市落成。2022年10月6日，另一座芙烈達的雕像在墨西哥城科約阿坎區落成。
此外，芙烈達的形象也出現在T恤衫、漫畫書和墨西哥城的一幅壁畫上。